# Safed
Safed (även: Zefat, hebreiska: צפת, Tsfat; arabiska: صفد, Ṣafad) är en stad i det Norra distriktet i övre Galileen i Israel. Staden har 37 473 invånare (2021), varav 91,89 % är judar och 2,08 % är araber. Det är en av fyra heliga städer inom judendomen, som även innefattar Jerusalem, Hebron och Tiberias.

## Historia
Safed ligger i ett område som Domarboken anger att Naftali tilldelades, men nämns i sig inte förrän medeltiden. Talmud jerushalmi berättar att det var en av fem platser där bål tändes för att fira nymåne och högtider under andra templets period. Staden skall enligt legenderna ha grundats av Noaks son efter syndafloden, och har identifierats med Sepph som omtalas av den judiske historikern Josefus. 15 kilometer nordost om Safed finns den arkeologiska boplatsen Aïn Mallahah vars äldsta fynd är daterade cirka 10 000 f.Kr. Den befästes av korsfararna på 1100-talet och ingick i kungadömet Jerusalem då Malteserorden uppförde ett slott där. Staden blev muslimsk på 1200-talet under mamluckerna, vilka byggde fort som ännu består.
Staden var en tillflyktsort för många av de judar som hade drivits ur Spanien 1492, varigenom många rabbiner inflyttade. Dess judiska kultur blomstrade från 1500-talet när Safed blev ett centrum för kabbala och för judisk boktryckarkonst, det senare under Eliezer Ashkenazi och Isak av Prag. Stadens judiska befolkning har till följd av invandring ständigt ökat därefter.
Safed har under historien härjats av några stora pestepidemier vilka decimerade befolkningen kraftigt.
1948 hamnade Safed under judisk dominans. I Safed har flera militära slag och terrordåd ägt rum, bland annat Ma'alot-massakern 1974.

## Konstnärskoloni
På 1950- och 1960-talen var Safed känd som Israels konsthuvudstad. En konstnärskoloni etablerad i de gamla arabiska kvarteren var ett nav av kreativitet som drog till sig konstnärer från hela landet, bland dem Isaac Frenkel Frenel, Yosl Bergner, Moshe Castel, Menachem Shemi, Shimshon Holzman och Rolly Schaffer. Idag innehåller området ett stort antal gallerier och verkstäder som drivs av enskilda konstnärer och konstförsäljare. Det finns flera museer och gallerier som fungerar i de historiska hemmen för stora israeliska konstnärer som Frenkel Frenel Museum och Beit Castel Gallery (i Moshe Castels tidigare hem).

## Klimat
Safed ligger 850 meter över havsytan och är Israels högst belägna stad, och sannolikt också Israels kallaste.
|                                            | Jan   | Feb   | Mar  | Apr  | Maj  | Jun  | Jul  | Aug  | Sep  | Okt  | Nov  | Dec   |
| ------------------------------------------ | ----- | ----- | ---- | ---- | ---- | ---- | ---- | ---- | ---- | ---- | ---- | ----- |
| Normaldygnets maximitemperaturs medelvärde | 10,2  | 11,3  | 14,9 | 19,5 | 25,5 | 29,0 | 30,7 | 30,2 | 28,1 | 24,4 | 17,8 | 12,5  |
| Normaldygnets minimitemperaturs medelvärde | 5,1   | 5,4   | 7,5  | 10,6 | 15,0 | 17,9 | 19,9 | 19,6 | 17,8 | 15,5 | 11,1 | 7,4   |
|                                            |       |       |      |      |      |      |      |      |      |      |      |       |
| Nederbörd                                  | 185,0 | 131,0 | 76,0 | 33,0 | 10,3 | 1,1  | 0    | 0    | 2,9  | 23,0 | 76,0 | 149,0 |

| Diagram | temperaturer i °C • månadsnederbörd i mm • Källa: Israel Meteorological Service | temperaturer i °C • månadsnederbörd i mm • Källa: Israel Meteorological Service | temperaturer i °C • månadsnederbörd i mm • Källa: Israel Meteorological Service | temperaturer i °C • månadsnederbörd i mm • Källa: Israel Meteorological Service | temperaturer i °C • månadsnederbörd i mm • Källa: Israel Meteorological Service | temperaturer i °C • månadsnederbörd i mm • Källa: Israel Meteorological Service | temperaturer i °C • månadsnederbörd i mm • Källa: Israel Meteorological Service | temperaturer i °C • månadsnederbörd i mm • Källa: Israel Meteorological Service | temperaturer i °C • månadsnederbörd i mm • Källa: Israel Meteorological Service | temperaturer i °C • månadsnederbörd i mm • Källa: Israel Meteorological Service | temperaturer i °C • månadsnederbörd i mm • Källa: Israel Meteorological Service | temperaturer i °C • månadsnederbörd i mm • Källa: Israel Meteorological Service |
|         | 185 10 5                                                                        | 131 11 5                                                                        | 76 15 8                                                                         | 33 20 11                                                                        | 10 26 15                                                                        | 1 29 18                                                                         | 0 31 20                                                                         | 0 30 20                                                                         | 3 28 18                                                                         | 23 24 16                                                                        | 76 18 11                                                                        | 149 13 7                                                                        |

## Bildgalleri

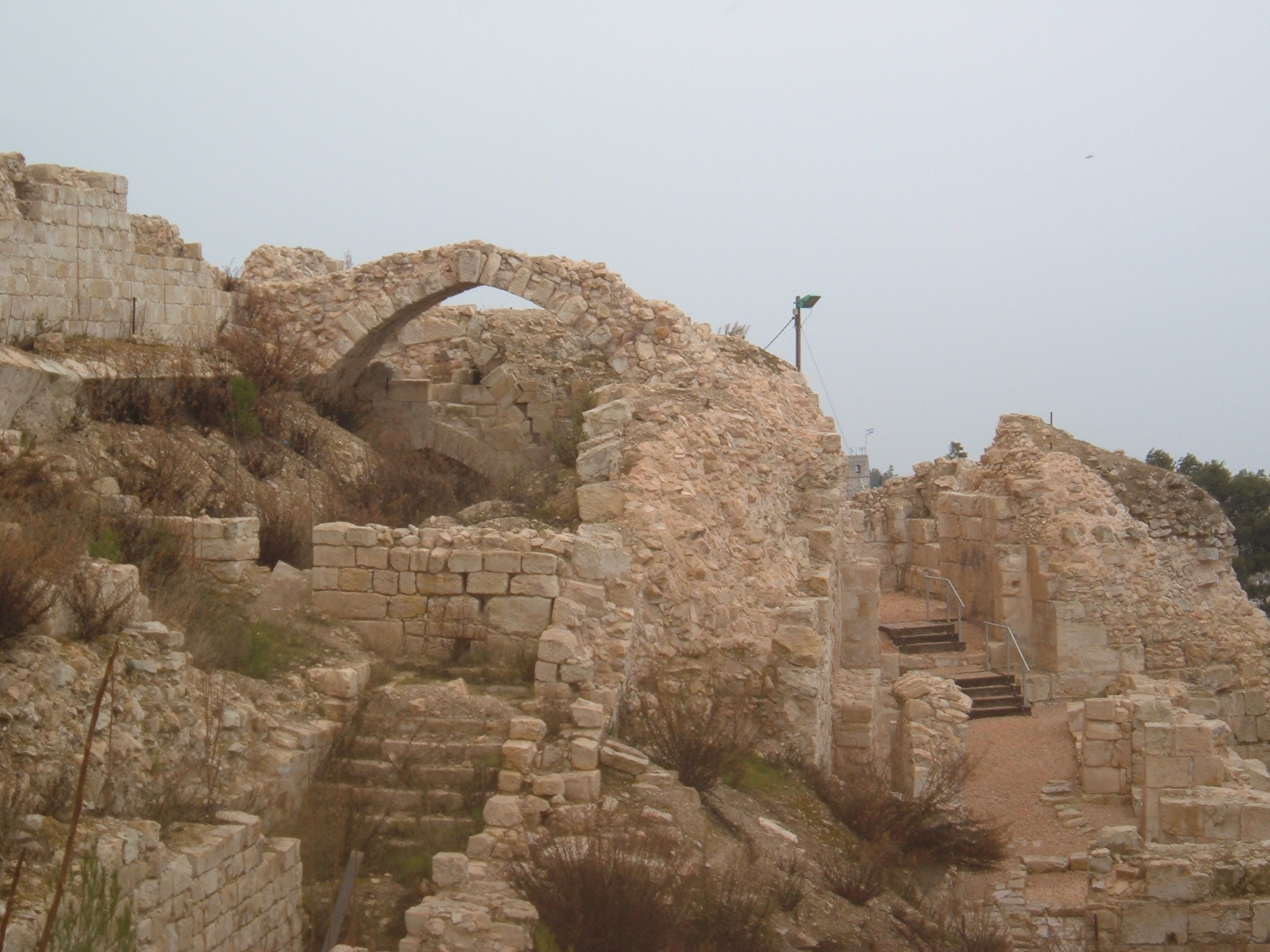
Ruiner från korstågens tid
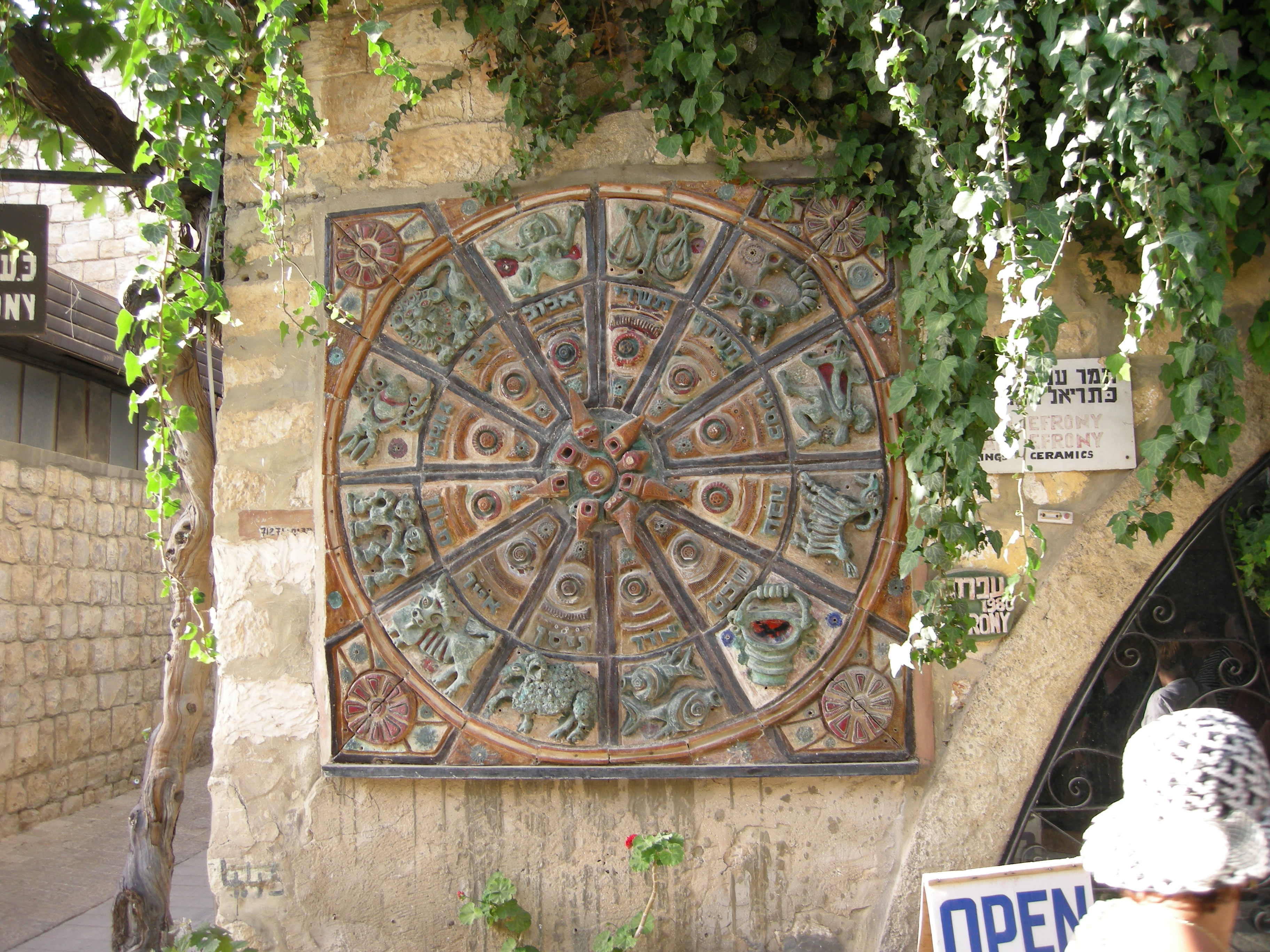
Gatukonst
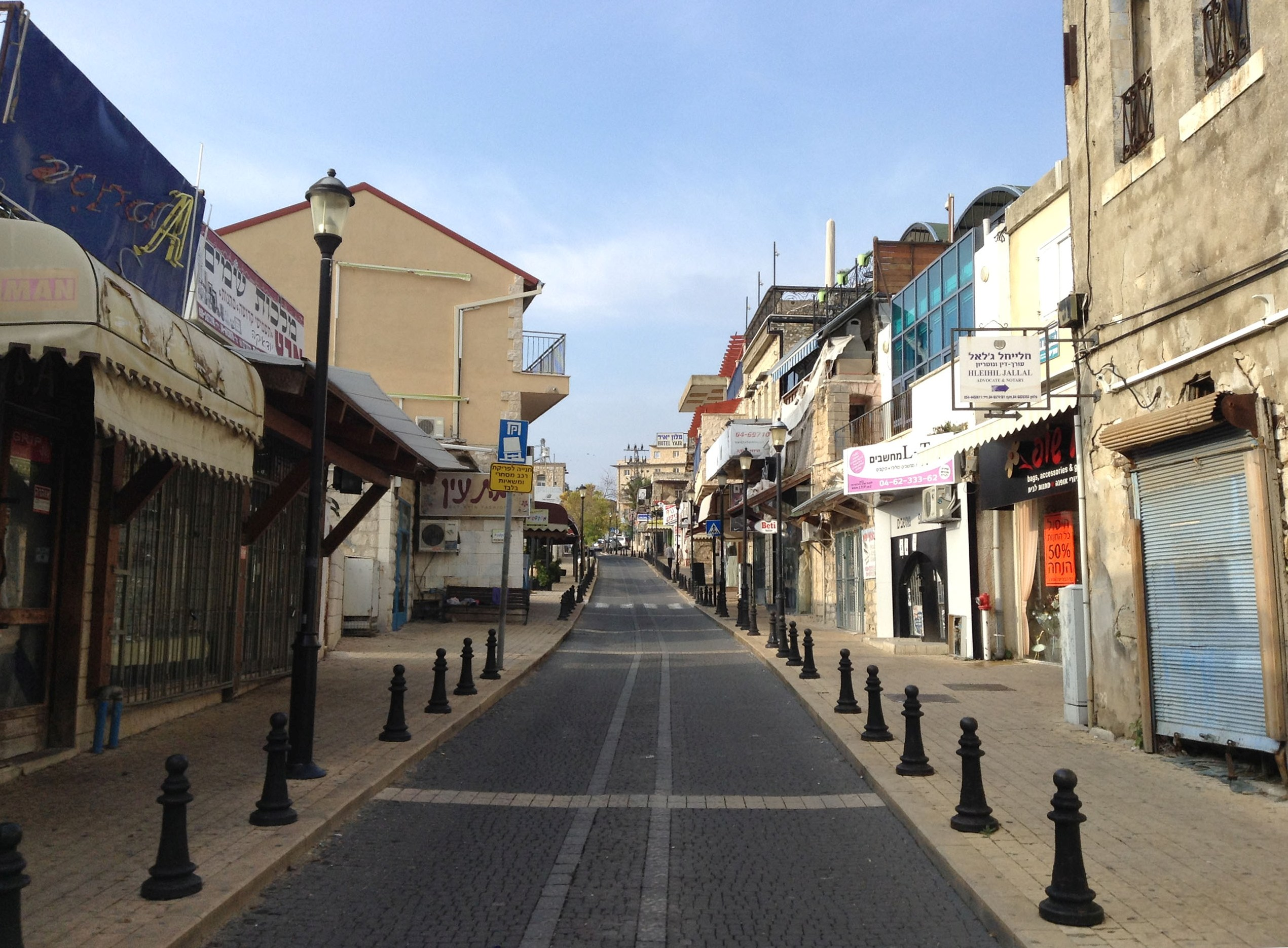
Gata i Safed
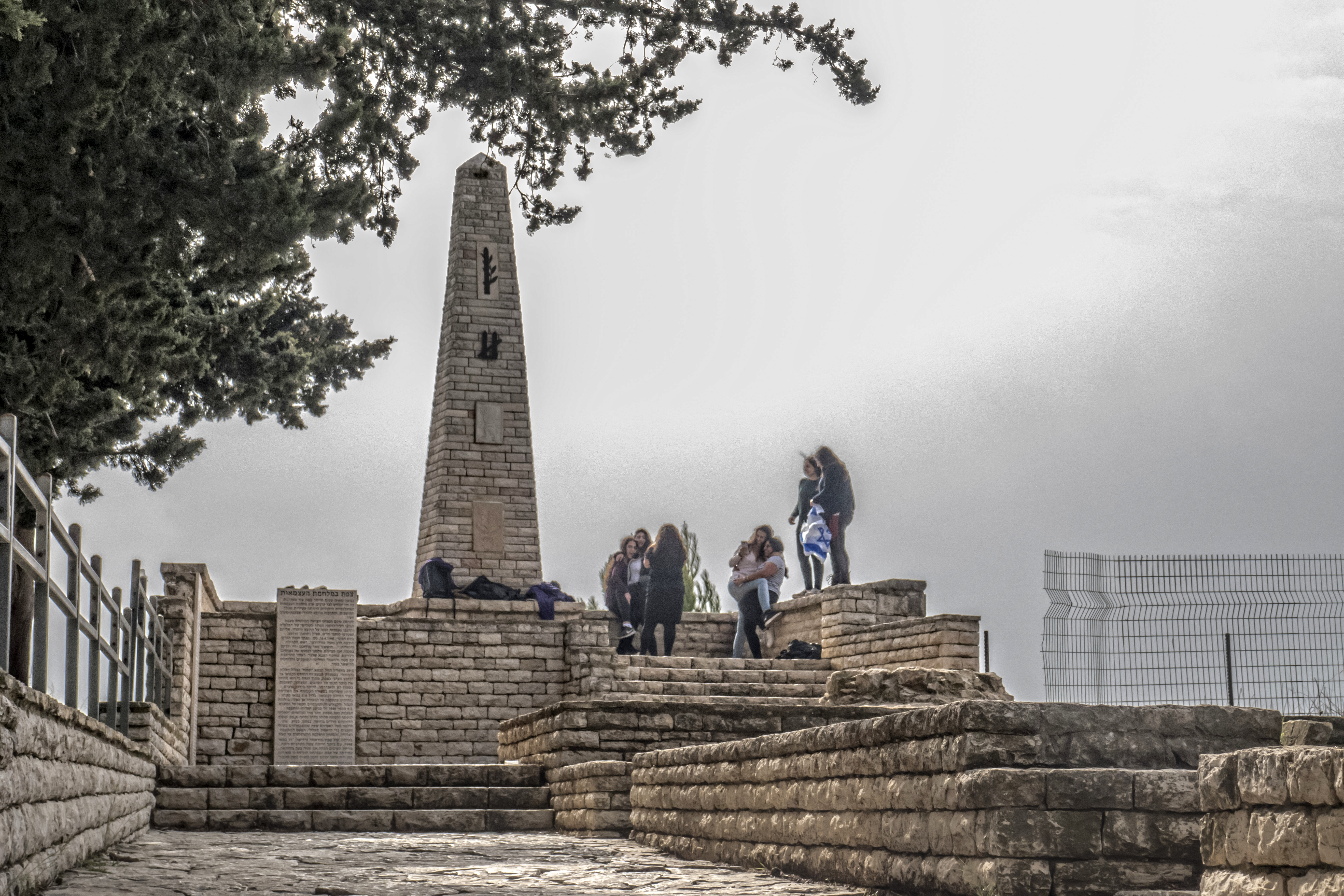
Monument till de israeliska soldaterna som stred i det arabisk-israeliska kriget 1948